# L’animale
L’Animale (с итал. — «Зверь») — двухдисковый альбом-сборник итальянского певца и актёра Адриано Челентано, вышедший в ноябре 2008 года.

## Об альбоме
L’Animale включает в себя Canzoni d’amore (с итал. — «Песни о любви») и Canzoni contro (с итал. — «Песни против»). Всего в CD-сборник вошли 28 композиций, среди них и две ранее не опубликованные песни.
Одна из них, «Sognando Chernobyl» (с итал. — «Сны о Чернобыле»), о Чернобыльской катастрофе, которая написана самим Челентано. По ней был снят 11-минутный музыкальный клип, показывающий последствия Чернобыльской аварии. В своём интервью газете La Stampa певец отметил, что поводом для написания этой композиции стало «откровенно безответственное решение правительства о строительстве новых атомных электростанций».
Вторая новая песня, «La cura» (с итал. — «Оберег»), — это кавер на одноимённую композицию другого итальянского певца, Франко Баттиато. По словам самого Челентано, этот альбом раскрывает две стороны его души — Любовь и Протест.

## Список композиций

### Диск 1: «Песни о любви»
1. La cura
2. L’emozione non ha voce
3. L’arcobaleno
4. Storia d’amore
5. Più di un sogno
6. Acqua e sale
7. Dormi amore
8. Una carezza in un pugno
9. Apri il cuore
10. Gelosia
11. Hai bucato la mia vita
12. Una rosa pericolosa
13. Angel
14. L’ultima donna che amo

### Диск 2: «Песни против»
1. Sognando Chernobyl
2. La situazione non è buona
3. Mondo in mi 7a
4. I passi che facciamo
5. Il ragazzo della via Gluck
6. Svalutation
7. Io sono un uomo libero
8. Prisencolinensinainciusol remix
9. Aria… non sei più tu
10. Un albero di trenta piani
11. C'è sempre un motivo
12. I want to know — часть I и II
13. L’ultimo degli uccelli
14. Uomo macchina